# Sarkis Hambarcumian

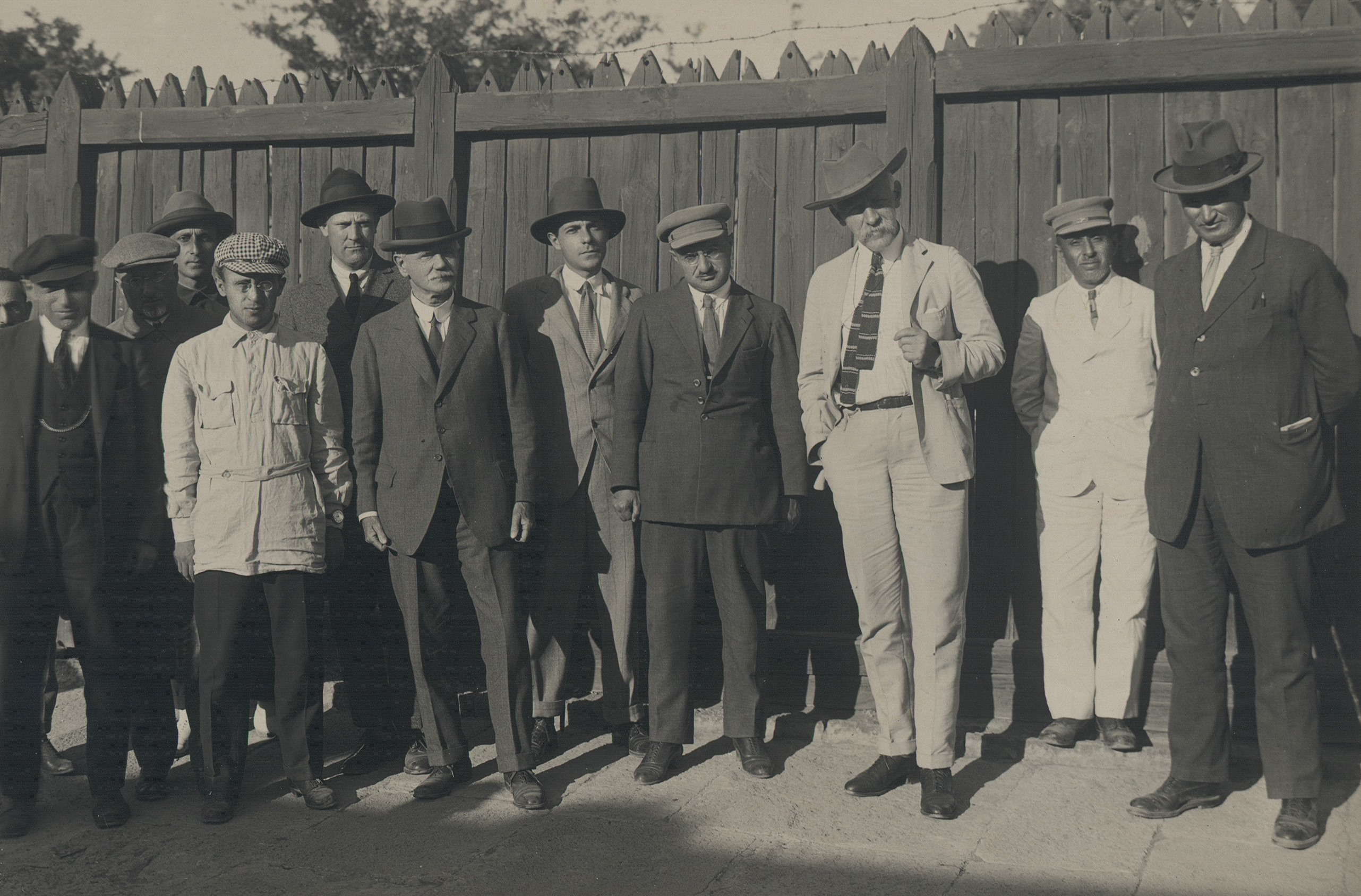
Komisja Ligi Narodów wraz z prezydentem Armenii i innymi przedstawicielami władz. Od prawej: G. Carle, Fridtjof Nansen, Sarkis Hambarcumian, Pio Lo Savio, C.E. Dupuis, Vidkun Abraham Lauritz Jonssøn Quisling i inni. Jedno ze zdjęć z podróży po Armenii, w okresie od 7 czerwca do 2 lipca 1925 r. (Leninakan)

Sarkis Hambarcumian (orm. Սարգիս Համբարձումյան, ros. Саркис Амбарцумян, ur. 1870 w Şuşy, zm. 1944 w Moskwie) – radziecki i armeński polityk, przewodniczący Rady Komisarzy Ludowych Armeńskiej SRR w latach 1925–1928 i w 1937.
Studiował na Wydziale Lekarskim Uniwersytetu Moskiewskiego. W 1917 wstąpił do SDPRR(b), w 1918 aresztowany, po podbiciu Armenii przez Rosję sowiecką w końcu 1920 włączył się w działalność państwową. W latach 1921–1922 był ludowym komisarzem zdrowia Armeńskiej SRR. Od 2 lutego 1922 do 24 czerwca 1925 był przewodniczącym Centralnego Komitetu Wykonawczego Armeńskiej SRR. Od 24 czerwca 1925 do 22 marca 1928 przewodniczący Rady Komisarzy Ludowych Armeńskiej SRR. W 1937 krótko ponownie pełnił tę funkcję, następnie został aresztowany przez NKWD podczas stalinowskich czystek. Zmarł w więzieniu.